# St. Marien (Eichelborn)

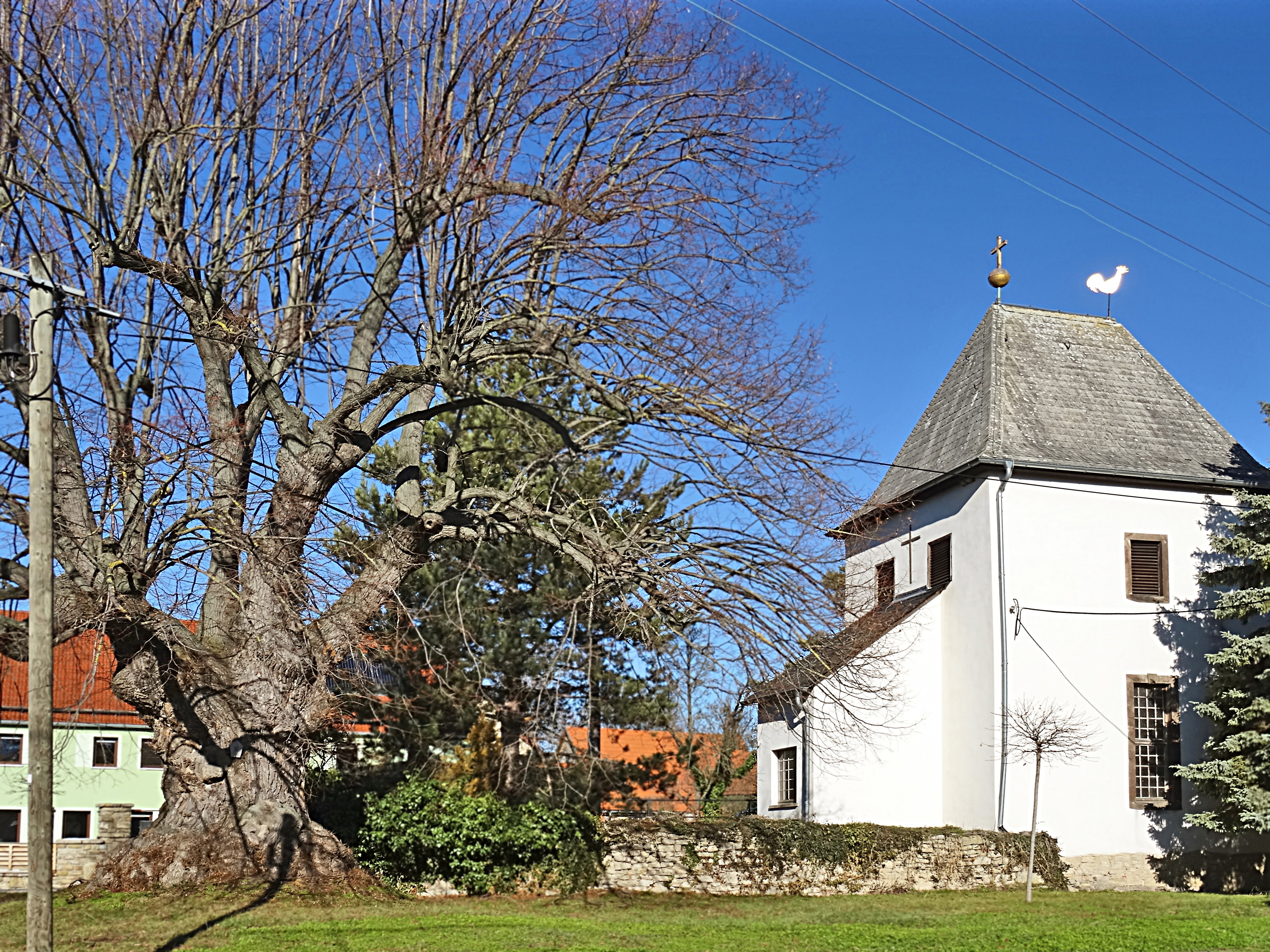
Kirche und Thinglinde

Die evangelische Dorfkirche St. Marien steht in Eichelborn innerhalb des Ortsteils Mönchenholzhausen der Gemeinde Grammetal im Landkreis Weimarer Land in Thüringen. Die Gemeinde gehört zum Kirchengemeindeverband Klettbach im Kirchenkreis Weimar der Evangelischen Kirche in Mitteldeutschland.

## Lage
Das Gotteshaus liegt am nordöstlichen Dorfrand des Rundlingsdorfes.

## Geschichte
Ursprünglich war die gotische Chorturmkirche mit spitzbogiger Sakramentennische an der Nordseite. 1756 wurde das barocke Langhaus gebaut.

## Ausstattung
1780 erfolgte der Bau der – heute nicht mehr vorhandenen – Kanzel im Zopfstil des Rokoko. 1950–1960 begann der Verfall der Kirche, was den kompletten Abriss des Langhauses 1970 zur Folge hatte, wobei die barocke Innenausstattung und die Orgel entfernt wurden. Eine spätgotische Figurengruppe mit einer Marienkrönung und vier Aposteln und ein Kruzifix aus ca. 1420 blieb erhalten.

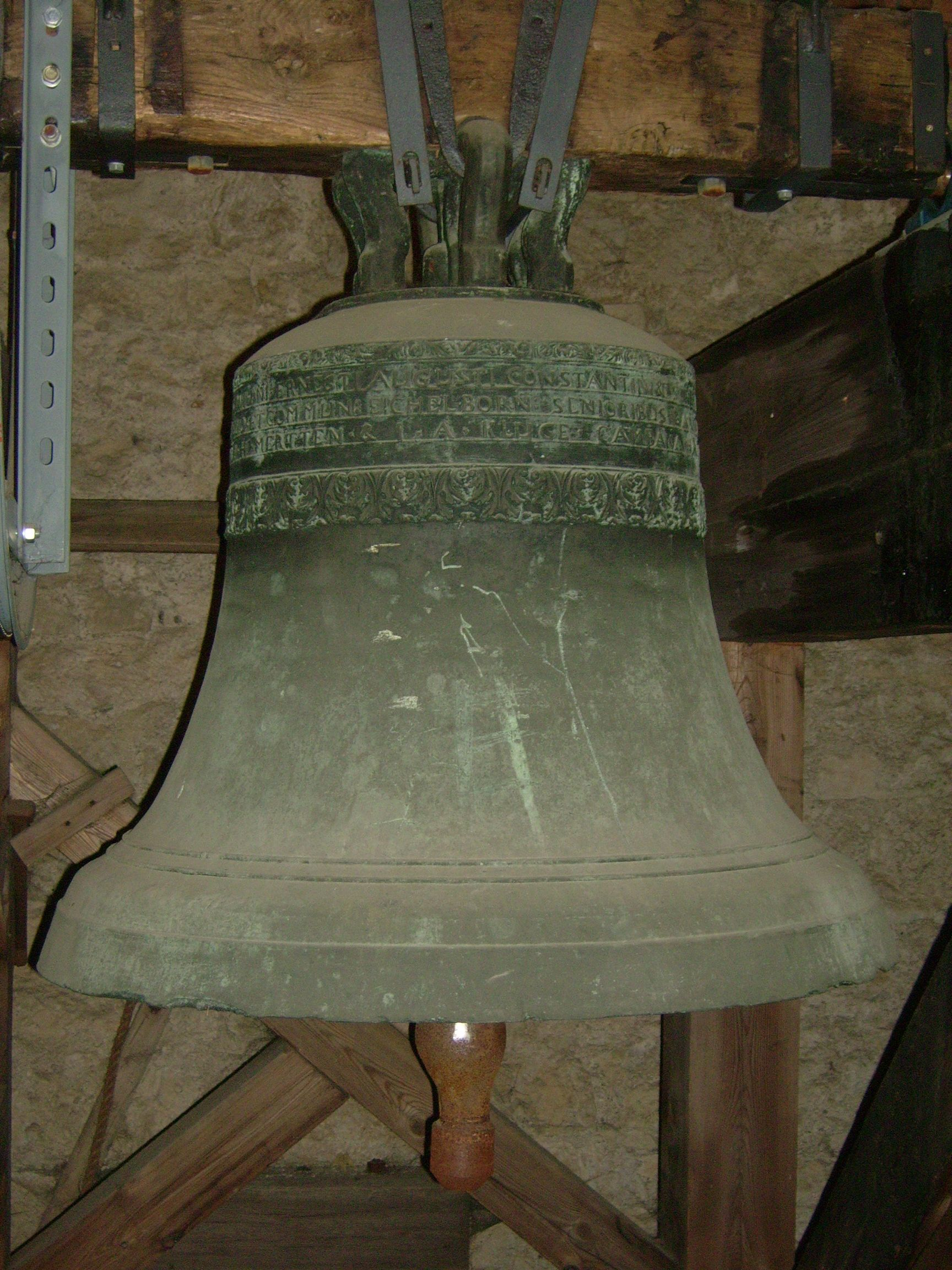
Die Sorber-Glocke

Die Kirche besteht heute aus dem Chorturm mit Glocken, gedeckt mit einem Spitzdach. Die Reste der Grundmauern des Langhauses sind noch sichtbar.

## Glocken
Die 1757 gegossene Bronzeglocke von Nicolaus Jonas Sorber (Erfurt) ist der letzte nachweisbare Glockenguss Sorbers. Sie wurde im  Zweiten Weltkrieg mit der Inventarnummer 11-23-48 B nach Hamburg abgeliefert und kurz vor Kriegsende in der Elbe versenkt. Am 11. Februar 1950 erfolgte nach der Bergung mit Waggon Nr. 115 die Rückkehr in den Glockenstuhl. Sie wird heute von einer 1920 gegossenen Eisenhartgussglocke der Firma Schilling & Lattermann (Apolda und Morgenröthe) begleitet.